# 사실상 묵시적 계약
사실상 묵시적 계약(Implied-in-fact contract), (일반적으로) 묵시적 계약 또는 의사실현에 의한 계약은 구두나 문서로서 명시적 약속(명시적 계약)을 하지 않았지만, 당사자들의 행동(conduct)으로부터 합리적으로 또는 정의의 관점에 따라 판단할 때 합의의 존재가 추론되는 계약을 말한다.  미국에 있어서, 사실상 묵시적 계약은 1923년 미국 연방 대법원이 정의한 법률용어이다. 사실상 묵시적 계약의 경우에도 계약준수원칙에 따라 약속을 지켜야만 한다.
당사자들의 행동 및 그 주위 사정에 비추어 판단할 때 명시적 계약의 경우에서와 동일한 요소들 – 의사의 합치(청약과 승낙), 계약체결 권한 등 – 의 존재가 인정되고, 그 결과 당사자들이 구속받기를 원했다고 판단하는 것이 합리적이라고 여겨지는 경우에만 사실상의 묵시적 계약이 성립한다.
사실상 묵시적 계약은 명시적 계약과 그 효력면에서 동일하게 취급된다. 예컨대, A가 가전제품 수리업자 B에게 "고장난 TV를 고쳐주시오"라고 부탁한 경우, A가 비록 TV를 수선하면 그 대가를 지급하겠다는 약속은 명시적으로 하지 아나하였다 할지라도, A의 부탁에는 당연히 그 대가를 지급하겠다는 약속이 내포된 것으로 보아 사실상의 유효한 계약이 성립된 것으로 본다.

## 의사실현에 의한 계약성립
청약자의 의사표시 또는 관습에 의하여 승낙의 통지를 필요로 하지 않는 경우에는 계약은 승낙의 의사표시라고 인정되는 사실이 있을 때에 성립한다(민법532조). 이와 같은 사실에 의하여 계약이 성립하는 것을 의사실현에 의한 계약의 성립이라 한다. 청약과 승낙 이외의 방법에 의한 계약 성립의 경우를 말한다. 임의로 책방에서 보낸 신간서(新刊書)에 자기의 장서인(藏書印)을 찍는 일 등은 승낙의 의사표시라고 보아야 할 사실이지만 청약에 응해서 주문품을 송부하는 것은 묵시의 승낙의 의사표시로서 구별하지 않으면 안된다. 청약에 대하여 낙부(諾否)의 결정을 하지 않고 침묵을 지키는 것은 상법의 특칙(상법53조) 기타 특별한 사정이 없는 한 승낙의 사실이 있다고는 인정되지 않는다. 가령 청약자가 임의로 '응답이 없으면 승낙으로 간주한다'라고 하여도 무효인 것이다.

## 관련조문
민법 제532조 (의사실현에 의한 계약성립)
청약자의 의사표시나 관습에 의하여 승낙의 통지가 필요하지 아니한 경우에는 계약은 승낙의 의사표시로 인정되는 사실이 있는 때에 성립한다.
유엔통일매매법 제18조 제3항
청약에 의하여 또는 당사자간에 확립된 관례나 관행의 결과로 상대방이 청약자에 대한 통지없이, 물품의 발송이나 대금지급과 같은 행위를 함으로써 동의를 표시할 수 있는 경우에는, 승낙은 그 행위가 이루어진 시점에 효력이 발생한다. 다만, 그 행위는 제2항에서 정한 기간 내에 이루어져야 한다.
상법 제53조 (청약에 대한 낙부통지의무)
상인이 상시 거래관계에 있는 자로부터 그 영업부류에 속한 계약의 청약을 받은 때에는 지체없이 낙부의 통지를 발송하여야 한다. 이를 해태한 때에는 승낙한 것으로 본다.

## 같이 보기
- 법적 묵시적 계약
- 명시적 계약